# Palazzo Primoli

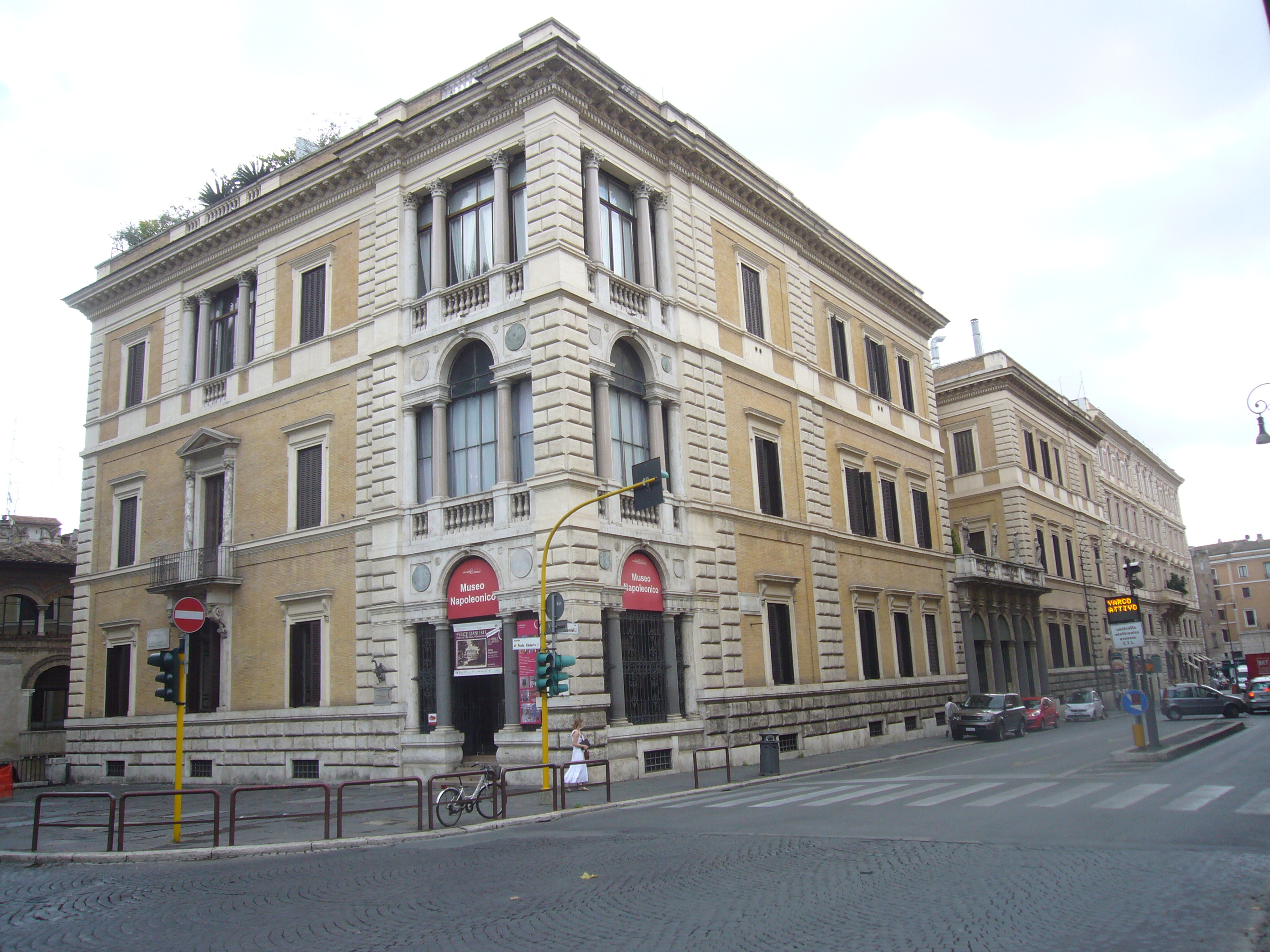
Vista do palácio a partir da Piazza di Ponte Umberto I.

Palazzo Primoli é um palácio neorrenacentista localizado no número 1 da Via Giuseppe Zanardelli, no rione Ponte de Roma. Propriedade da Comuna de Roma, abriga diversos museus e coleções importantes.

## História e descrição

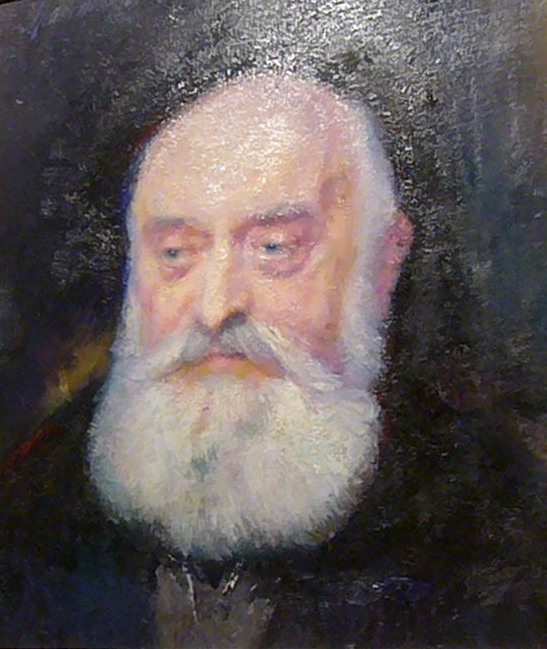
Conde Giuseppe Primoli.

O edifício original neste local foi construído no século XVI para a família Gottifredi. No final do século XVIII, passou para os Filonardi e, em 1828, foi adquirido por Luigi Primoli, conde de Foglia, cujo filho, Pietro, se casou com Carlota Bonaparte, neta de Napoleão e filha de Charles Lucien Bonaparte e Zénaïde Bonaparte. Deste casamento nasceu, em 1851, nasceu o conde Giuseppe Primoli (m. 1927). Ele se tornou o único proprietário em 1901 e, oito anos depois, reconstruiu o palácio. A obra foi necessária por causa das radicais mudanças pelas quais passava a região por causa do aterramento do Tibre e da abertura da Via Giuseppe Zanardelli. A obra foi conduzida pelo arquiteto Raffaele Ojetti. 
O piso nobre do antigo edifício tornou-se o atual piso térreo, foi construído um novo edifício com lógias de esquina encostado no edifício antigo e foi criada uma nova entrada monumental na nova via, constituída por três arcadas sustentando a arquitrave, encimada por uma balaustrada com quatro estátuas antigas. Tanto as lógias de esquina quanto a nova entrada foram decoradas com colunas de granito bege ao passo que nos pisos superiores foi utilizado o granito rosa. Na esquina e nas extensões verticais foi utilizado um revestimento rusticado que também aparece na fina base dos avanços do mezzanino.
No piso nobre da fachada na Piazza di Ponte Umberto I está uma ampla varanda com uma grande janela flanqueada por duas colunas e com tímpano triangular; no segundo piso está uma janela que copia a solução das lógias na esquina, com colunas de granito rosa com capitéis coríntios e uma balaustrada. O beiral, com dentículos, óvulos e mísulas com folhas de acanto, sustenta um terraço delimitado por uma alternância de balaustradas e seções fechadas. 
O palácio do século XVI só foi conservado no piso térreo que se abre para a Via dei Soldati com dois belíssimos portais com arquitraves no centro das quais foi posto, por ocasião da reforma, o brasão da família Primoli, um leão acompanhado por um cometa ascendente.

## Coleções

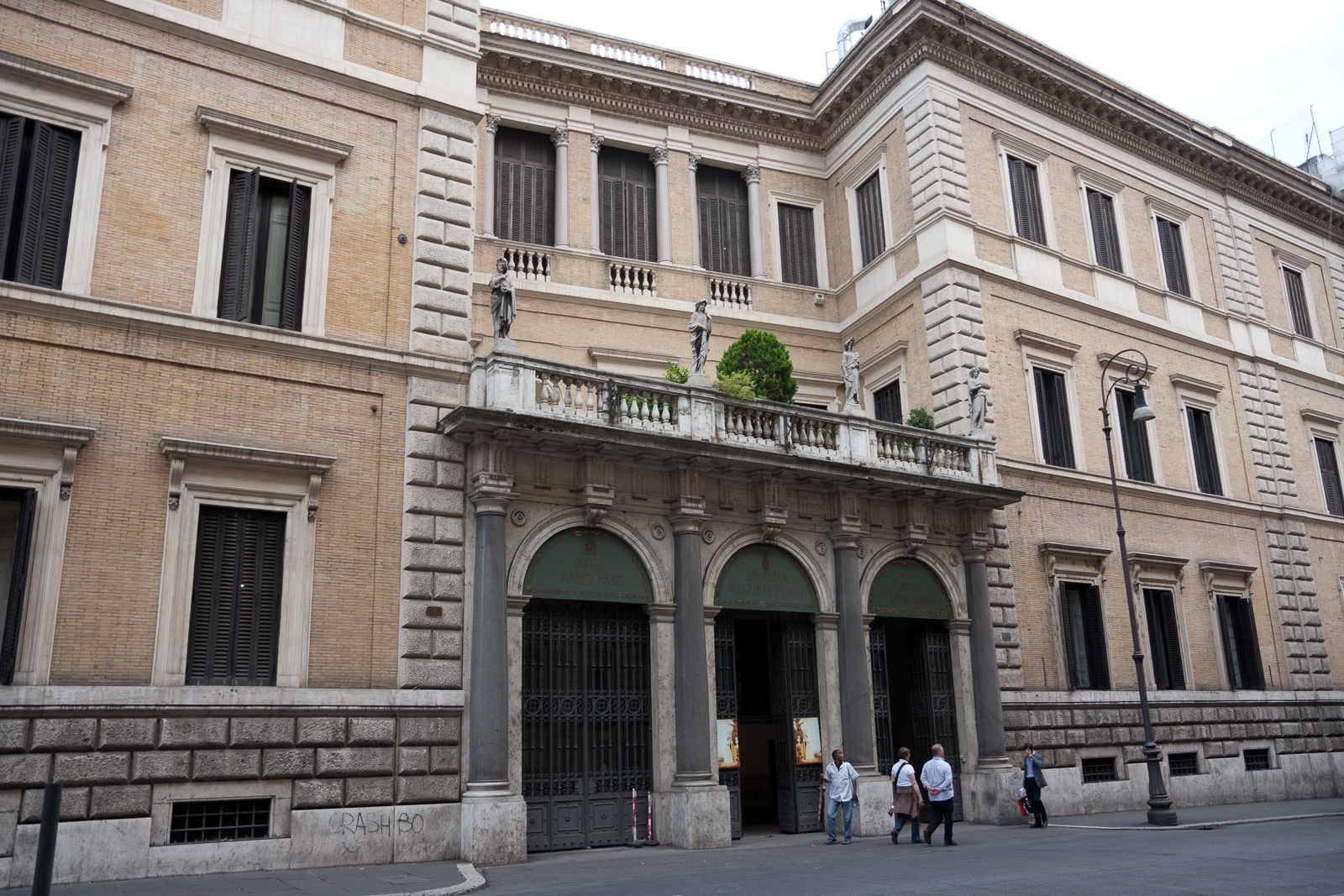
Entrada monumental na Via Giuseppe Zanardelli.

O conde Primoli trouxe para Roma uma coleção de objetos documentando a relação entre a cidade e a família Bonaparte. Além disso, ele próprio era um ávido fotógrafo. Em 1927, ele doou o palácio e suas coleções para a Comuna de Roma. Atualmente o Museu Napoleônico está abrigado no piso térreo e, no terceiro, está o Museo Mario Praz, que preserva a residência original de Mario Praz. Finalmente, o palácio abriga ainda a biblioteca do conde seu arquivo de fotografias.